# Missile antinave

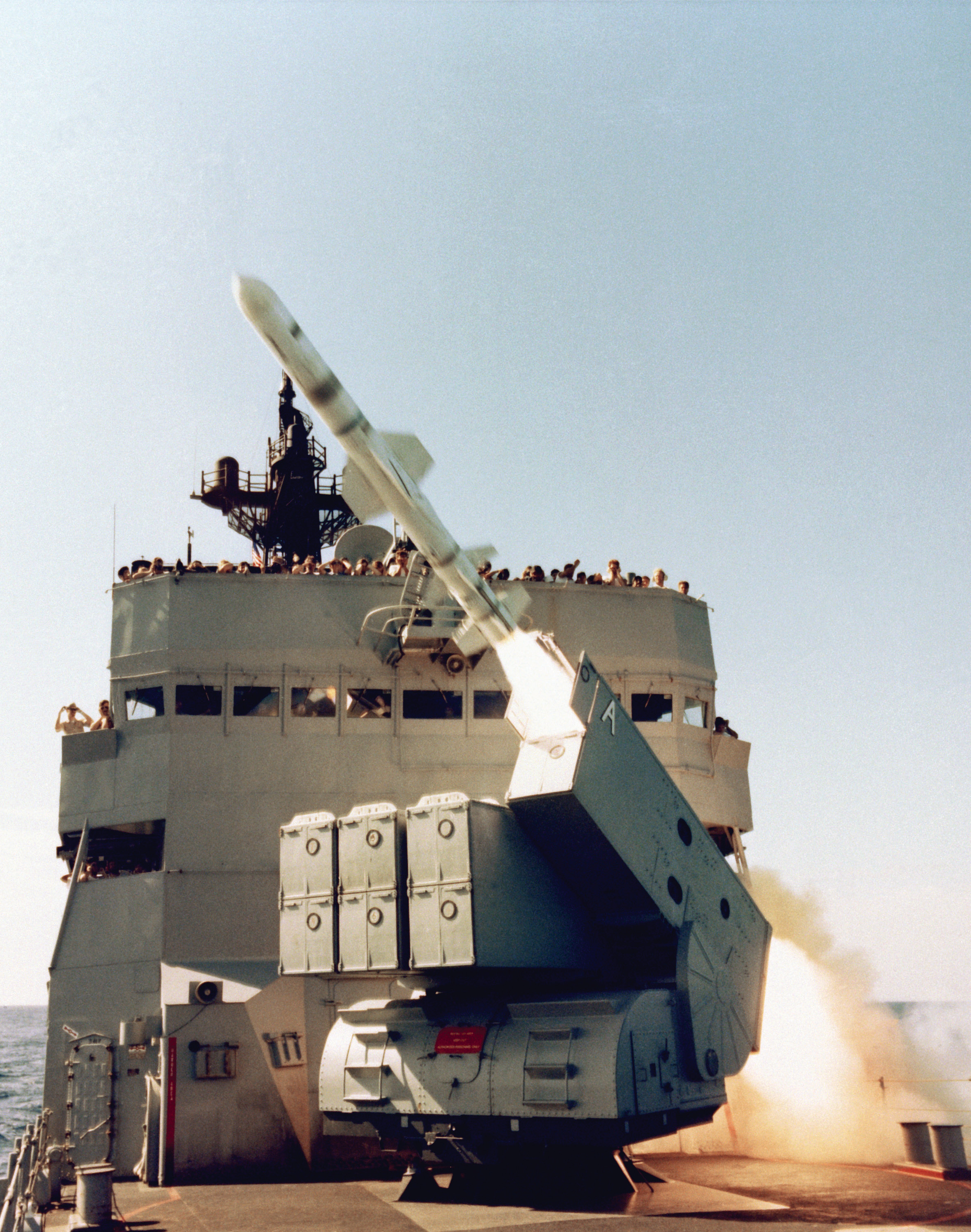
Un missile antinave AGM-84 Harpoon lanciato da un lanciatore ASROC da bordo dalla fregata classe Knox USS Badger (FF-1071)

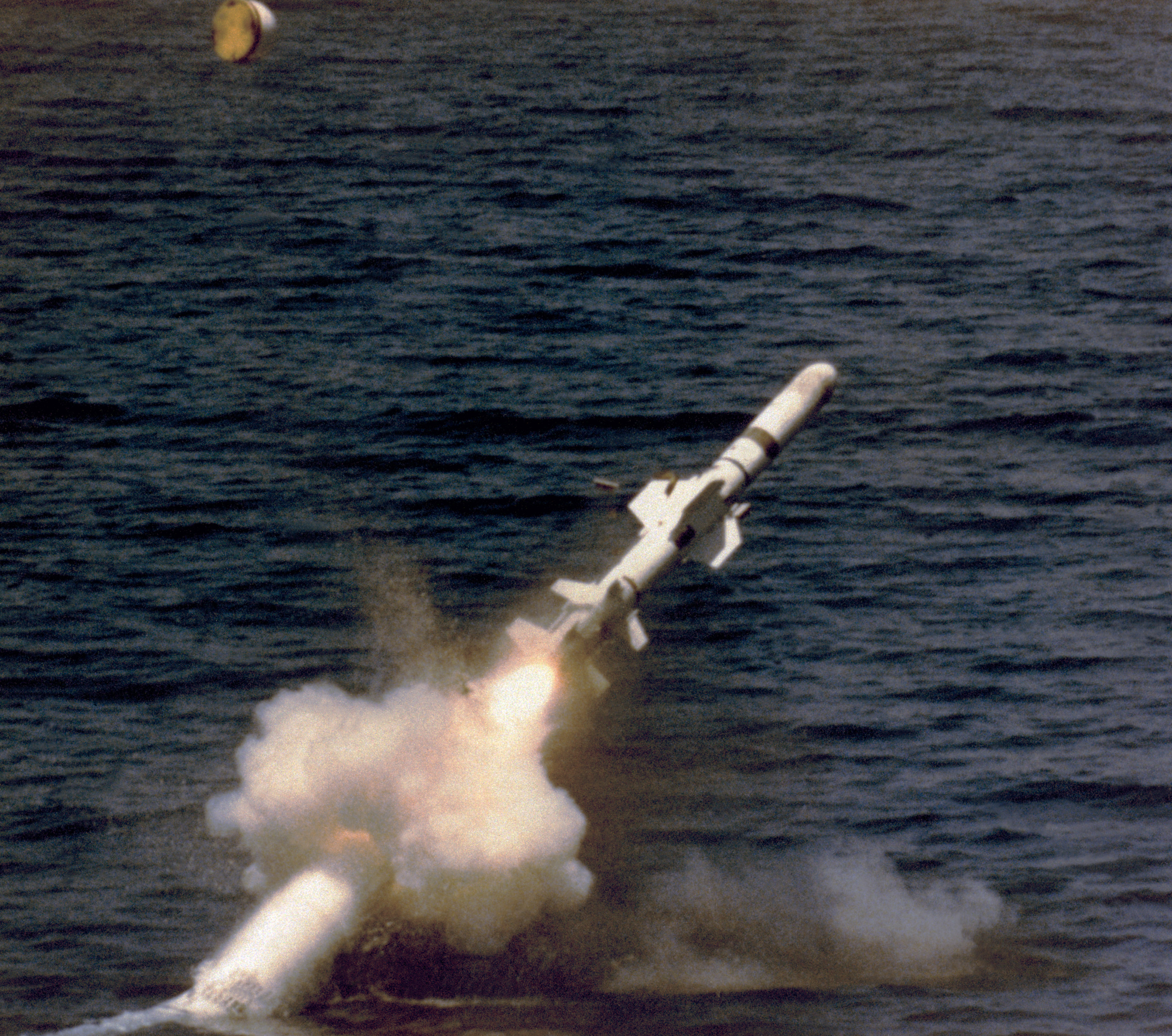
Harpoon in versione lanciabile da sottomarino

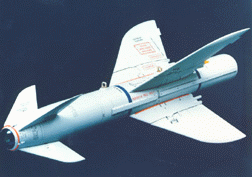
Missile Penguin

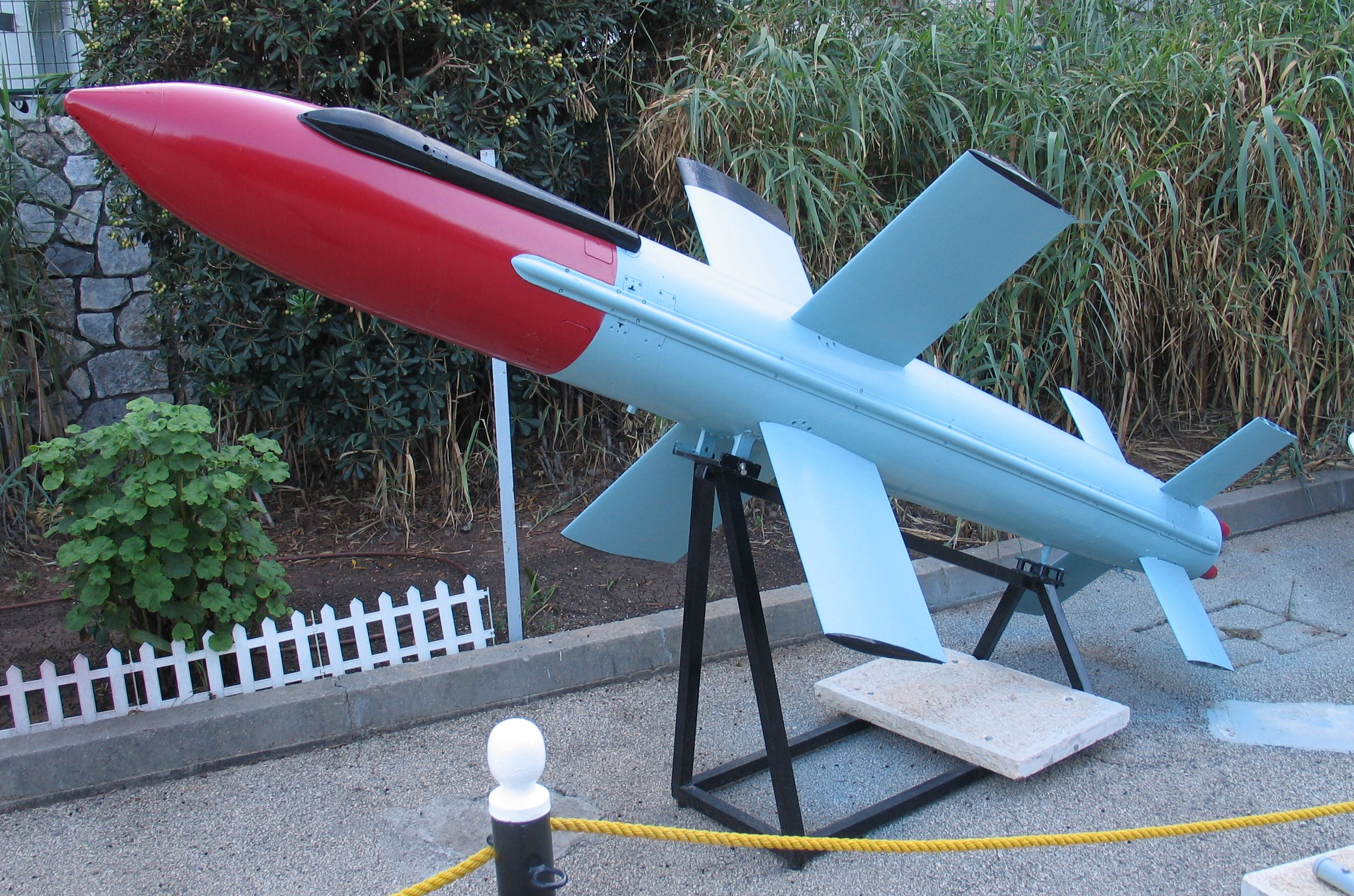
Missile HN Gabriel

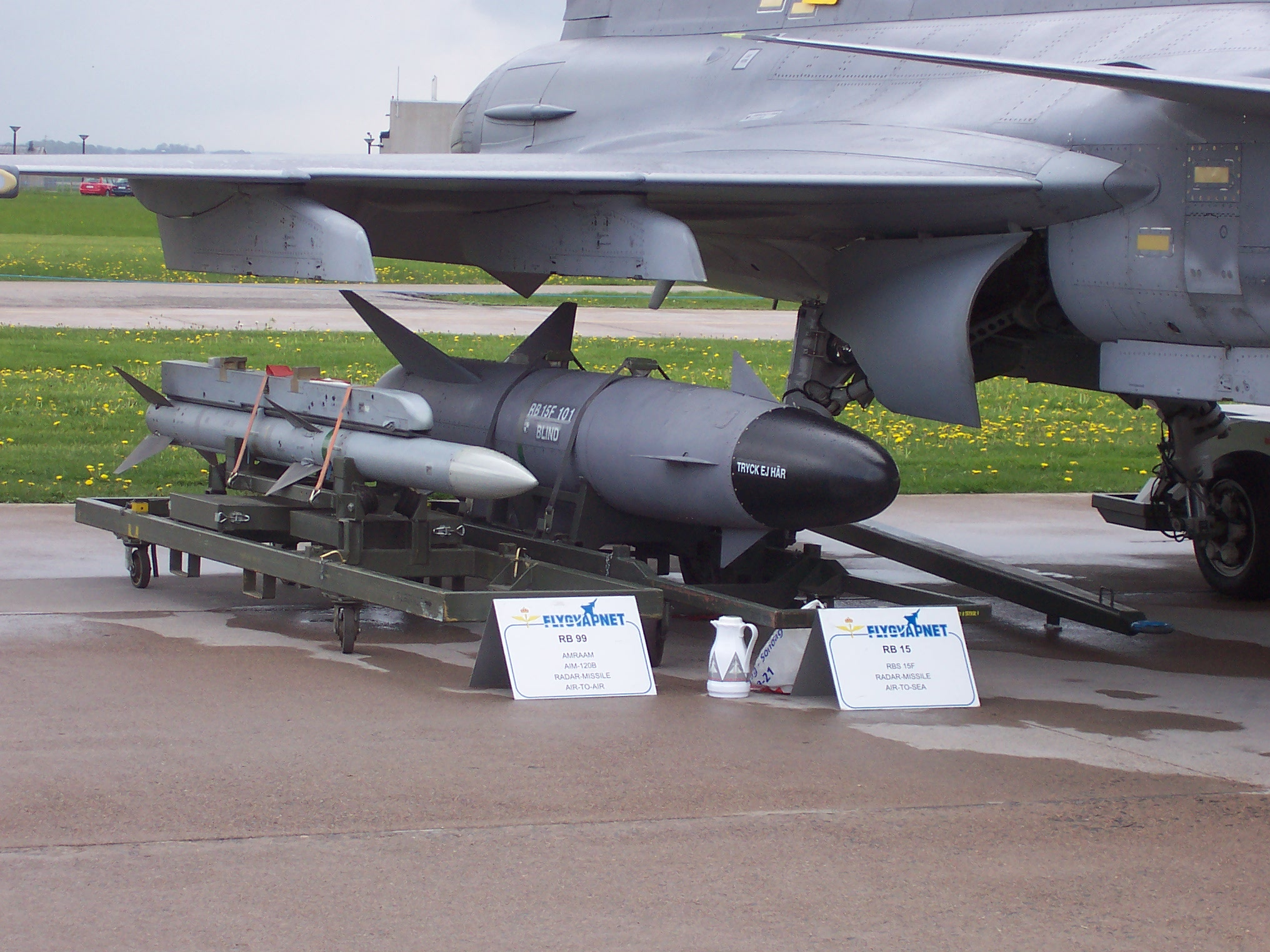
Missile Rb15

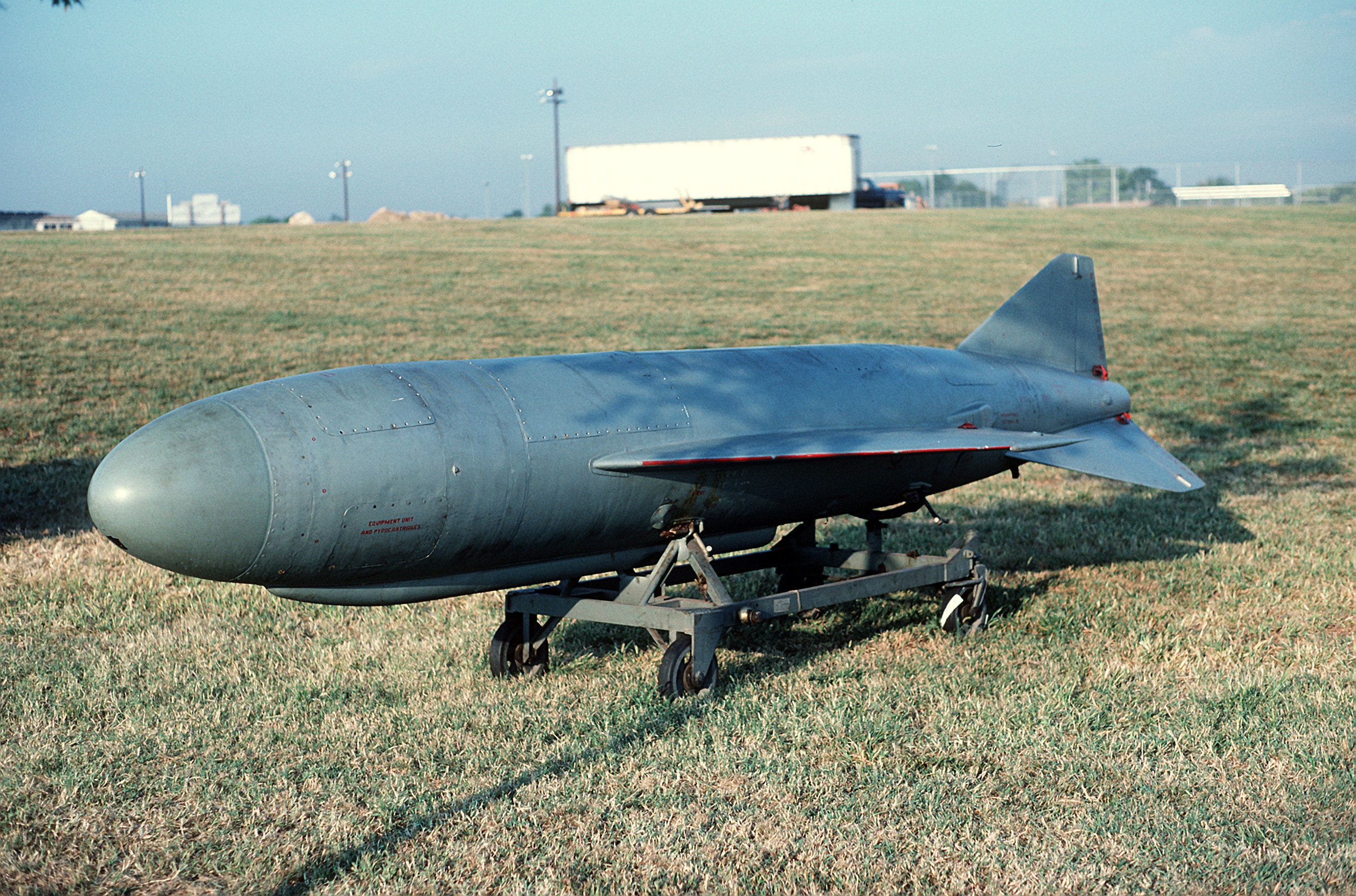
Missile SS-N-2 Styx

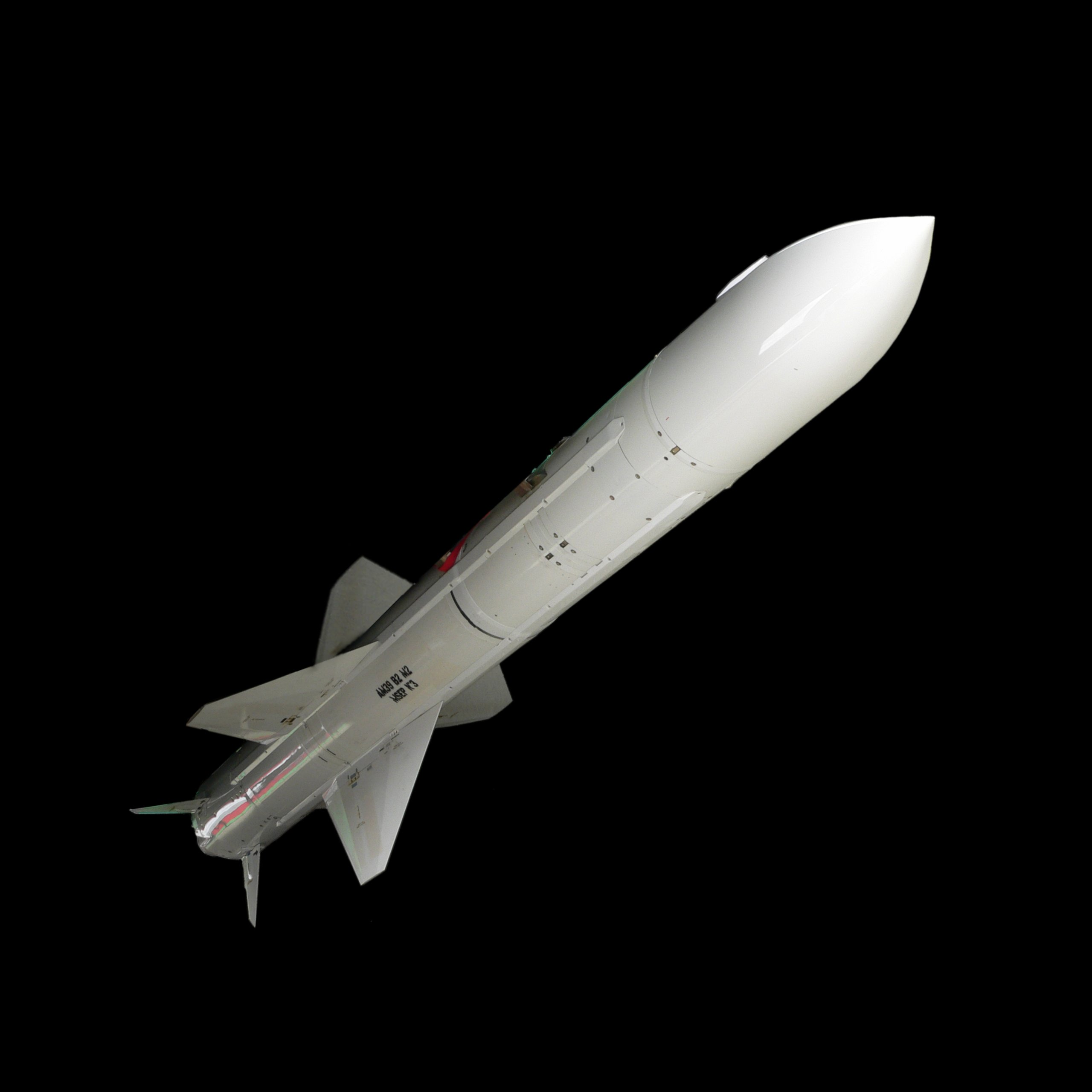
Missile Exocet AM39

Un missile antinave è un missile appositamente studiato per colpire unità navali di superficie. Con la definizione generica di missile si identifica un ordigno che sfrutta il principio del razzo per il suo movimento ed un sistema di guida per dirigersi sul bersaglio. Essendo specificatamente progettato per colpire e distruggere bersagli navali, i sistemi di guida sono sviluppati ad-hoc per tale scopo.

## Storia
I primi ordigni guidati progettati per uso antinave non erano missili, mancando della propulsione a razzo: erano bombe plananti con sistema di guida tramite traguardo ottico ed invio dei comandi in radiofrequenza. Queste erano state progettate dai tedeschi durante la seconda guerra mondiale ed il loro utilizzo era previsto quale carico bellico da parte di bombardieri della Luftwaffe: fu proprio una bomba guidata di questo tipo (modello FX-1400 detta "Fritz" sganciata da un Dornier Do 217 K-2) ad affondare la corazzata Roma della Regia Marina quando tentò di lasciare il porto della Spezia per non cadere in mani tedesche all'indomani dell'armistizio firmato dall'Italia l'8 settembre 1943.
Dopo la seconda guerra mondiale, lo studio di armi guidate antinave venne ripreso soprattutto dalla marina e dall'aviazione dell'Unione Sovietica, le quali cercavano un modo per attaccare (da lontano e senza esporsi troppo) le unità delle Task Forces dell'US Navy che erano protette dall'ombrello aereo fornito dalle portaerei americane. Questo portò allo sviluppo del concetto di "razzo guidato": ovvero di un'arma con sistema di guida per poter colpire le navi avversarie e dotata di motore a razzo o a reazione per poter essere lanciata da distanze superiori al raggio d'azione degli aerei imbarcati dell'epoca.
Il primo impiego operativo di un tale sistema d'arma si ebbe il 21 ottobre 1967, poco dopo la conclusione della guerra dei Sei Giorni tra Israele e gli stati mediorientali confinanti. In quell'occasione, una motovedetta lanciamissili egiziana classe Komar fornita all'Egitto dall'URSS, lanciò un missile antinave tipo "SS-N 2A Styx" di costruzione russa affondando il cacciatorpediniere INS Eilat della marina israeliana. Da quel momento, vista l'efficacia di tali missili, anche i paesi occidentali si cominciarono ad interessare a questo tipo di armi, sviluppando a loro volta diversi modelli di missili antinave, sia superficie-superficie (lanciabili da navi o da postazioni terrestri con compiti di difesa costiera) sia aria-superficie (lanciabili da aerei o da elicotteri predisposti).
Attualmente, tali armi sono la minaccia principale per i vascelli di ogni tipologia, dal piccolo peschereccio all'incrociatore, e possono essere lanciate da innumerevoli piattaforme (rampe costiere, sottomarini, navi, aerei ed elicotteri).

## Descrizione
I missili da crociera antinave sono armi guidate che eseguono un volo su sostentazione aerodinamica (alette e, in minor parte, l'effetto di sostentamento della fusoliera) per raggiungere un bersaglio navale, sia fisso che in movimento, inseguendolo con i sensori di bordo o con teleguida da parte del mezzo lanciatore. I missili antinave possono raggiungere pesi tra i 50 e i 6000 kg, con progetti che variano dai missili controcarri modificati (come nel caso dei missili Hellfire modificati come RBS-17 dagli svedesi) ad armi, come i BGM-109 TASM, che sono una versione convenzionale di sistemi normalmente dedicati ad attacchi strategici con testata nucleare. Molti missili antinave sono subsonici, a medio o corto raggio, ma ve ne sono alcuni supersonici, come le armi sovietiche AS-4 e AS-6, con prestazioni e gittata molto maggiori e di massa molto superiore.
Un missile antinave normale, l'Harpoon, ha una gittata di circa 120 km e una velocità di Mach 0,8 - 0,9. La traiettoria di volo è radente al livello del mare, circa 10 – 30 m, per sorprendere il bersaglio prima che esso si renda conto di essere in pericolo e reagisca. Il punto debole è l'accensione del radar di ricerca finale, che subentra al sistema di navigazione inerziale, e che serve per avvistare la nave, ma che rivela l'avvicinarsi del missile. Alcune armi sono dotate di sensori passivi, che possono consentire attacchi silenziosi, ma al prezzo di una certa difficoltà in caso di maltempo. I sensori all'infrarosso sono anche più piccoli ed economici dei radar di ricerca.

### Funzionamento
Un missile antinave può essere programmato per seguire una determinata traiettoria (per mascherare il punto di lancio, oppure per evitare zone "critiche" od ancora per adeguarsi a diverse tipologie di attacco terminale, come attacchi con traiettorie verticali sul bersaglio od orizzontali per colpire in prossimità della linea di galleggiamento), può volare a pochi metri dalla superficie marina (sea-skimming) ed è estremamente difficile da intercettare ed abbattere.
Nonostante tutto però, la solidità intrinseca di molti progetti di ingegneria navale costringe un attaccante a dover mettere a segno numerosi colpi prima di poter affondare un'unità di superficie: colpendo al di sopra della linea di galleggiamento, i missili sono meno letali dei siluri che invece colpiscono le navi nella cosiddetta "opera viva".
La detonazione può avvenire per contatto o per prossimità (anche se per bersagli navali si tende ovviamente a prediligere la detonazione a contatto o addirittura a tempo ritardato), mentre si può programmare il software che gestisce l'apparato di ricerca e guida a bordo dell'ordigno per far impattare il missile contro determinati punti del bersaglio (ad esempio la poppa per immobilizzare l'apparato propulsivo come le eliche e l'apparato di manovra come il timone).
Oggi le difese più efficaci contro un missile antinave si sono rivelate i falsi bersagli o le contromisure elettroniche: esistono anche dispositivi detti "hard-kill" costituiti da missili antimissile, cannoncini per la difesa di punto e cannoni con munizionamento "intelligente (come il pezzo da 76 mm Compatto costruito dalla OTO Melara) preposti alla difesa attiva tramite l'abbattimento del vettore, ma si sono dimostrati meno efficaci contro i missili antinave di ultima generazione a causa delle evoluzioni compiute nella fase terminale del volo da parte del missile stesso per evitare il proprio abbattimento. In ogni caso, l'utilizzo di esche elettroniche, falsi bersagli e contromisure elettroniche presuppongono preventivamente capacità non indifferenti di intelligence e di capacità tecnologiche specifiche in questo campo, per poter essere impiegate con successo.
In genere il bersaglio viene tracciato da un radar di ricerca situato nella testata del missile nell'ultima fase di navigazione (sistema detto "homing attivo"), alla quale precede generalmente una fase di crociera programmata, durante la quale l'ordigno segue una rotta di avvicinamento sulla base di dati elaborati dai sistemi della piattaforma di lancio.

## Missili antinave oggi
Tra i principali missili antinave si ricordano l'Harpoon americano, il Sea Eagle inglese, l'Exocet francese, il Kormoran utilizzato dai velivoli Tornado italiani e tedeschi, il Teseo italiano derivato dall'italo-francese OTOMAT, il Sunburst, nonché la versione antinave del missile da crociera Tomahawk e il missile antinave tutto italiano Marte Mk2, oltre ai vari Sea Skua, Penguin e la versione da difesa costiera del missile Hellfire (normalmente missile anticarro di cui la Svezia ha acquistato una variante specifica per l'utilizzo antinave).
Il missile statunitense McDonnell Douglas Harpoon è il più diffuso dell'intera storia delle armi della categoria. Con oltre 6000 ordigni costruiti a metà degli anni Novanta, dopo circa 20 anni di produzione, esso si è dimostrato certamente un successo, iniziando con le versioni aviolanciate per poi arrivare a ogni altra piattaforma eccetto gli elicotteri, che pare non siano stati mai equipaggiati con tali armi. In genere le sue prestazioni sono dell'ordine dei 100 km di gittata, ma alcune versioni con carburante aggiuntivo sono arrivate a valori assai maggiori, grazie all'economia di funzionamento del motore turbogetto.
Il missile antinave statunitense Harpoon è uno dei missili antinave più efficaci al mondo, della stessa categoria dell'Exocet e del Teseo (anche se di quest'ultimo ha minore portata e maggiore flessibilità).
Ne esistono molte varianti tra le quali: Harpoon lanciato da nave, Harpoon lanciato da aereo e SubHarpoon lanciato da sottomarini attraverso l'utilizzo di apposite capsule che ne permettono l'uscita dai natanti subacquei sfruttando i normali tubi lanciasiluri occidentali da 553 mm.
Anche il BGM-109 Tomahawk è stato impiegato in una versione antinave, chiamata TASM e dotata sostanzialmente dello stesso motore e dello stesso sistema di guida dell'Harpoon. Esso, essendo più grosso, era anche più lento dell'altro e non avendo un sistema di guida aggiornabile in volo sulla posizione della nave da attacco, era poco pratico nel caso di lancio contro navi a lunga gittata, che era la sua specialità, perché era nato come risposta ai missili antinave sovietici come gli SS-N 12, a loro volta nati per rispondere alla minaccia delle portaerei. Così venne tolto dalla linea e trasformato in versioni da attacco terrestre, più richiesta. La gittata era di quasi 500 km. Tuttavia le versioni più recenti del Tomahawk imbarcato sulle navi, come la RGM-109E Block Va, hanno aggiunto capacità duali che permettono di colpire sia bersagli terrestri sia navali, ritornando a riproporre quest'arma anche come missile antinave.
I missili Gabriel sono stati tra i primi ad essere costruiti e usati in azione, soprattutto come risposta agli SS-N 2 Styx sovietici. Gli israeliani hanno costruito una serie di missili racchiusi in questa famiglia, con una serie di miglioramenti in gittata, sistemi di guida e di lancio, ora possibili anche ad aeroplani oltre che navi.
Solo una famiglia di missili antinave ha conteso agli Harpoon il dominio dei mercati se non anche dei mari, quella degli Exocet dell'Aerospatiale francese. Essi sono stati adattati anche al lancio da parte di elicotteri, ma il motore a razzo conferisce loro una minore gittata. Di recente ne è stata finalmente derivata una variante con turbogetto che in cambio di una maggiore complessità dà una maggiore gittata, circa 3 volte maggiore (150 km contro 60 km).
I norvegesi sono stati tra i primi a raggiungere l'obiettivo di realizzare un missile antinave, attorno al 1970. Il Penguin è un missile piccolo, con una testata da 113 kg ma soprattutto un sistema di guida infrarosso, perché quelli a guida radar attiva erano poco efficaci con lo sfondo dei fiordi norvegesi, e nonostante la vulnerabilità alle cattive condizioni meteo è stata utilizzata un'unità di guida termica, che ha reso anche assai piccoli e economici questi tipi di missili, tra i più piccoli della categoria.
Il missile svedese RBS-15 è un'arma di tipo moderno, con un motore a turbogetto, traiettoria a volo radente, attacco con unità radar di autoguida nella prua, testata di circa 200 kg. Un tipico missile occidentale degli anni ottanta, anche esportato in alcune nazioni.
I missili SS-N 2 Styx sono le armi sovietiche più importanti e diffuse della categoria, con molti episodi di impiego reale in battaglia. I risultati dell'impiego di questo tipo di ordigno sono stati assai discontinui, dipendenti dal tipo di bersaglio, ma nell'ottobre 1967 affondò il cacciatorpediniere Eilat israeliano, causando uno shock per le marine mondiali.
I sovietici hanno sviluppato numerose armi antinave, tra gli ultimi tipi apparsi vi sono state anche realizzazioni di tipo medio, con gli AS-17 Krypton e AS-18 aria-superficie, che hanno anche versioni antinave specifiche.

### Missili in servizio al 2022
Brasile
- MAN-1

 Corea del Sud
- Hae Seong[1]

 Francia
- Exocet
- SS-12
- MM-15

 Germania
- AS.34 Kormoran

 Giappone
- SSM-1[1]

 Israele
- Gabriel IV

 Italia/ Francia
- Otomat et Milas
- MBDA Aster
- Scalp Naval

 Norvegia
- Naval Strike Missile

 Russia
- P-700 Granit
- P-800 Oniks
- Kh-35 Uran
- 3M-54 Kalibr
- 3M-22 Zircon

 Svezia
- RBS-15

 Stati Uniti
- Harpoon
- ASROC